# Linh lăng phương nam
Linh lăng phương nam (danh pháp hai phần: Medicago turbinata) là một loài thực vật trong chi Medicago. Nó được tìm thấy ở khắp khu vực bồn địa Địa Trung Hải. Nó tạo thành quan hệ cộng sinh với vi khuẩn Sinorhizobium medicae, loài có khả năng cố định đạm. Một lectin chưa được nhận dạng đã được chiết ra từ M. turbinata có tính hữu ích hạn chế như một phytohaemagglutinin.

## Thư viện ảnh

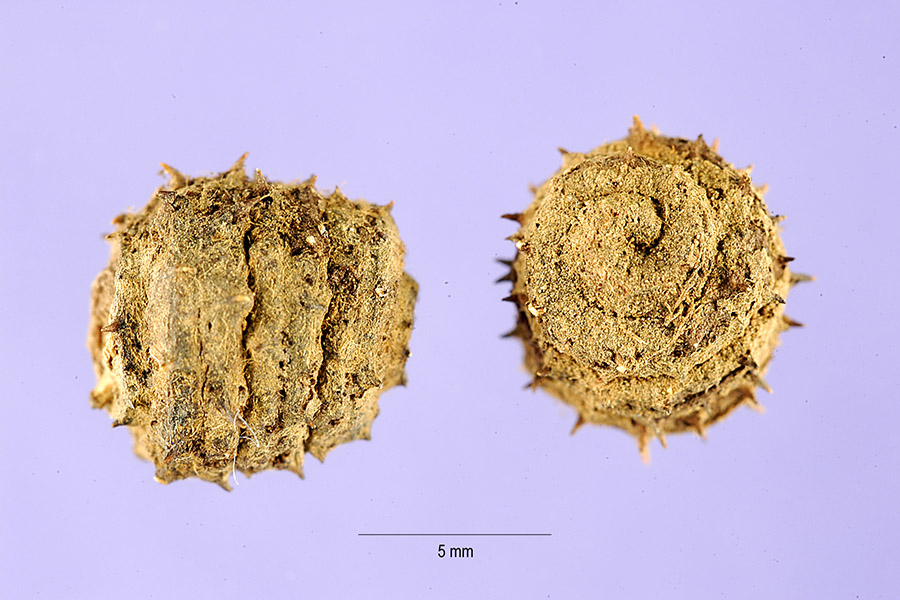
Quả đậu
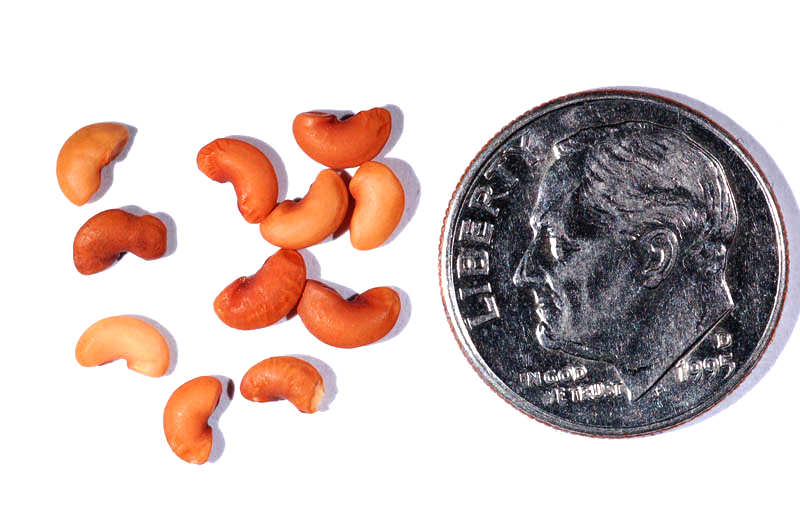
Hạt